# 玛拉·卡尔法尼亚
玛丽亚·罗萨里亚·卡尔法尼亚（意大利语：Maria Rosaria "Mara" Carfagna，1975年12月18日—），意大利前主持人、模特，现为政治人物。
卡尔法尼亚出生于萨莱诺，1997年曾参加意大利小姐评选，获得第六名。2001年，卡尔法尼亚毕业于萨莱诺大学，获得法律学位。她曾工作于西尔维奥·贝卢斯科尼旗下的Mediaset电视台，担任主持人、模特兒。
2006年，卡尔法尼亚当选议员，2008年5月8日，贝卢斯科尼任命其为公平机会部部长。有报道称其为“世界上最美丽的部长”。贝卢斯科尼曾当众表示，如果没有结婚，就会追求卡尔法尼亚。